# Giornalismo partecipativo
Il giornalismo partecipativo (detto anche giornalismo collaborativo o, in inglese, citizen journalism, open source journalism, street journalism, grassroots journalism, partecipatory journalism o democratic journalism) è il termine con cui si indica la forma di giornalismo che vede la "partecipazione attiva" dei lettori, grazie alla natura interattiva dei nuovi media e alla possibilità di collaborazione tra moltitudini offerta da Internet.
Il giornalismo partecipativo è un movimento nato alla fine degli anni Novanta, fuori dalle redazioni, frutto della cultura partecipativa.
Chi pratica giornalismo partecipativo è detto giornalista partecipativo o, in inglese, citizen journalist.

## Negli Stati Uniti
Esistono oltre 14 milioni di blog e il numero è sempre crescente.
Mark Potts, cofondatore dell'edizione online del Washington Post, ha lasciato il suo posto al sito, per creare BackFence, un'impresa che promuove una serie di portali di informazione e servizi a carattere locale, i cui contenuti sono interamente prodotti dagli utenti.
Rupert Murdoch, nel suo discorso all'American Society of Newspaper Editors dell'aprile 2005, ha ammonito i direttori delle testate:
Current TV, la televisione via cavo creata da Al Gore (ex vicepresidente degli Stati Uniti) è basata su filmati della durata massima di 5 minuti, denominati pods. Quella che è stata lanciata come la MTV dell'informazione basa per il 25% della sua programmazione su video prodotti dai telespettatori e inviati alla redazione tramite il sito internet dell'emittente.

## In Corea del Sud
OhmyNews è il sito di informazione sud coreano più visitato (oltre un milione di utenti al giorno). Il 70% dei suoi contenuti sono prodotti da circa 35 000 cittadini-reporter, utenti comuni che decidono di dare il proprio contributo inviando un articolo. La redazione è composta di sole 47 persone.

## In Europa
L'evento che ha fatto scoprire ai grandi giornali il giornalismo partecipativo fu l'attentato terroristico nella metropolitana di Londra avvenuto nel 2005.
La BBC trasmise nei suoi notiziari un'immagine ripresa con un cellulare da un non professionista che si trovava dentro la metro. Lo scatto divenne l'immagine-simbolo dell'evento. Da allora il giornalismo partecipativo è, anche in Europa, una delle fonti di cui si avvalgono i grandi giornali.
Nello stesso anno, il 2005, nasce in Francia AgoraVox, da un'idea di Carlo Revelli. È letto da un milione di visitatori ed è la seconda fonte di notizie dopo Le Figaro, il maggiore quotidiano nazionale.

## In Italia
Alcune piattaforme in Italia sono AgoraVox Italia, la versione italiana di AgoraVox, aperta nel settembre 2008. Il sistema si fonda su un'équipe di 450 giornalisti. La piattaforma non pubblica tutti gli articoli, ma solo quelli che hanno ricevuto il voto positivo di alcuni moderatori.
Altra piattaforma partecipativa è Citynews, presente su 47 città e attiva da 2010. La piattaforma permette agli utenti registrati di caricare notizie e video dalla propria zona (tramite sito o tramite applicazione) e mediante una veloce moderazione di una redazione il contenuto viene pubblicato nel sito e inviato agli iscritti alla piattaforma che vivono nella medesima zona. Vengono pubblicate 5000 notizie al mese di carattere locale ed iperlocale.
Infine Blasting News Italia, facente parte del network internazionale Blasting News. La piattaforma è attualmente nella classifica dei 200 siti più grandi al mondo e si è posizionata 28ª in Italia, secondo il ranking di Alexa.

## I gradi del giornalismo partecipativo
Le forme del giornalismo partecipativo sono variegate e si possono distinguere anche per il grado di coinvolgimento dei lettori. Steve Outing, senior editor del Poynter Institute for Media Studies, ha proposto una classificazione basata su 11 livelli di profondità. Si va dal livello più superficiale, la possibilità per gli utenti di inserire commenti agli articoli, alla sollecitazione dei racconti degli utenti su determinati argomenti, dalla consultazione durante la creazione dei contenuti ai blog ospitati o aggregati sul sito, fino ai siti interamente costruiti grazie ai contributi degli utenti, che possono essere a loro volta sottoposti a controllo editoriale o completamente liberi.

## Il rapporto tra giornalisti e lettori
La creazione di nuovi canali fiduciari tra giornalisti e lettori non è l'unica funzione positiva che può derivare da una maggiore apertura dei mezzi di comunicazione alla partecipazione attiva del pubblico. Il libro bianco dell'American Press Institute intitolato "We Media", ne elenca molte altre. La possibilità per i lettori di esprimere commenti, la funzione di filtro delle notizie presenti in rete attraverso i link, il controllo dell'accuratezza delle informazioni pubblicate, l'arricchimento delle fonti e degli spunti a disposizione dei giornalisti grazie alle proposte e ai racconti degli utenti, la possibilità per i giornalisti di chiedere suggerimenti e correzioni al pubblico. Inoltre, la partecipazione modifica il ruolo dell'informazione: il lettori si trasformano da consumatori passivi a protagonisti del processo informativo.

## Le polemiche
In Italia sono sorte polemiche se il mondo dei siti web debba rimanere senza vincoli legislativi e soggetta solo ad una autoregolamentazione, oppure in alternativa se debbano essere applicate le norme sulla stampa.
Nell'ottobre del 2007 il governo ha presentato un disegno di legge sulla riforma dell'editoria in cui aveva stabilito per i siti l'obbligo della registrazione. La dura replica del mondo web ha portato alla precisazione da parte del sottosegretario Levi che la norma non avrebbe trovato applicazione ai blog.
La disputa si è trasferita sul piano giudiziario quando il tribunale di Modica ha condannato lo storico Carlo Ruta per il reato di stampa clandestina.
La questione delle dispute sembra definitivamente risolta dalla legge 103 del 2012 che sembra aver definitivamente legalizzato l'attività dei blogger e all'art 3 bis recita
Semplificazioni per periodici web di piccole dimensioni
1. Le testate periodiche realizzate unicamente su supporto informatico e diffuse unicamente per via telematica ovvero on line, i cui editori non abbiano fatto domanda di provvidenze, contributi o agevolazioni pubbliche e che conseguano ricavi annui da attività editoriale non superiori a 100.000 euro, non sono soggette agli obblighi stabiliti dall’articolo 5 della legge 8 febbraio 1948, n. 47, dall’articolo 1 della legge 5 agosto 1981, n. 416, e successive modificazioni, e dall’articolo 16 della legge 7 marzo 2001, n. 62, e ad esse non si applicano le disposizioni di cui alla delibera dell’Autorità per le garanzie nelle comunicazioni n. 666/08/CONS del 26 novembre 2008, e successive modificazioni.
2. Ai fini del comma 1 per ricavi annui da attività editoriale si intendono i ricavi derivanti da abbonamenti e vendita in qualsiasi forma, ivi compresa l’offerta di singoli contenuti a pagamento, da pubblicità e sponsorizzazioni, da contratti e convenzioni con soggetti pubblici e privati.